# Schizonycha paterna
Schizonycha paterna är en skalbaggsart som beskrevs av Hermann Julius Kolbe 1913. Schizonycha paterna ingår i släktet Schizonycha och familjen Melolonthidae. Inga underarter finns listade i Catalogue of Life.